# Promachus ater
Promachus ater là một loài ruồi trong họ Asilidae. Promachus ater được Coquillett miêu tả năm 1899. Loài này phân bố ở vùng Cổ Bắc giới và châu Á.